# 305-та піхотна дивізія (Третій Рейх)
305-та піхотна дивізія (Третій Рейх) (нім. 305. Infanterie-Division) — піхотна дивізія Вермахту за часів Другої світової війни. Брала участь у битвах на Східному фронті на південному фланзі німецько-радянського фронту, розгромлена в Сталінграді, згодом билася на Італійському театрі дій, де у травні 1945 капітулювала.

## Історія
305-та піхотна дивізія розпочала формування 15 грудня 1940 у Равенсбурзі в V-му військовому окрузі під час 13-ї хвилі мобілізації Вермахту

## Райони бойових дій
- Німеччина (грудень 1940 — липень 1941);
- Франція (липень 1941 — травень 1942);
- СРСР (південний напрямок) (травень — жовтень 1942);
- СРСР (Сталінград) (жовтень 1942 — лютий 1943);
- Франція (березень — серпень 1943);
- Італія (серпень 1943 — травень 1945).

## Командування

### Командири
- генерал-майор, з 1 квітня 1942 генерал-лейтенант Курт Пфлюградт (нім. Kurt Pflugradt) (15 грудня 1940 — 12 квітня 1942);
- генерал-лейтенант Курт Оппенлендер (нім. Kurt Oppenländer) (12 квітня — 1 листопада 1942);
- оберст, 1 грудня 1942 генерал-майор Бернгард Штайнмец (нім. Bernhard Steinmetz) (1 листопада 1942 — 31 січня 1943);
- генерал-лейтенант Фрідріх Вільгельм Гаук (нім. Friedrich Wilhelm Hauck) (5 березня 1943 — грудень 1944);
- оберст Фрідріх Трумпетер (нім. Friedrich Trumpeter) (грудень ? — 29 грудня 1944, ТВО);
- генерал-майор Фрідріх фон Шелльвіц (нім. Friedrich von Schellwitz) (29 грудня 1944 — 8 травня 1945).

### Підпорядкованість
| Час      | Корпус             | Армія              | Група армій (округ)                    | Штаб            |
| -------- | ------------------ | ------------------ | -------------------------------------- | --------------- |
| 1940     |                    |                    |                                        |                 |
| грудень  | z. Vfg.            | z. Vfg.            | V-й військовий округ                   | Равенсбург      |
| 1941     |                    |                    |                                        |                 |
| січень   | z. Vfg.            | z. Vfg.            | V-й військовий округ                   | Равенсбург      |
| травень  | LIX-й ак           | 7-ма армія         | Група армій «D»                        | Бретань         |
| 1942     |                    |                    |                                        |                 |
| січень   | LIX-й ак           | 7-ма армія         | Група армій «D»                        | Бретань         |
| лютий    | XXV-й ак           | 7-ма армія         | Група армій «D»                        | Бретань         |
| травень  | Резерв групи армій | Резерв групи армій | Група армій «Південь»                  | Харків          |
| червень  | VIII-й ак          | 6-та армія         | Група армій «Південь»                  | Харків          |
| серпень  | VIII-й ак          | 6-та армія         | Група армій «Південь»                  | закрут Дону     |
| листопад | LI-й ак            | 6-та армія         | Група армій «Південь»                  | Сталінград      |
| грудень  | LI-й ак            | 6-та армія         | Група армій «Дон»                      | Сталінград      |
| 1943     |                    |                    |                                        |                 |
| січень   | LI-й ак            | 6-та армія         | Група армій «Дон»                      | Сталінград      |
| березень | z. Vfg.            | 7-ма армія         | Група армій «D»                        | Бретань         |
| квітень  | z. Vfg.            | 15-та армія        | Група армій «D»                        | Бретань         |
| серпень  | z. Vfg.            | z. Vfg.            | Головнокомандування Вермахту «Південь» | Північна Італія |
| вересень | LI-й ак            | —                  | Група армій «B»                        | Ла-Спеція       |
| листопад | XIV-й тк           | 10-та армія        | Група армій «C»                        | Вольтурно       |
| 1944     |                    |                    |                                        |                 |
| січень   | LI-й ак            | 10-та армія        | Група армій «C»                        | Пескара         |
| липень   | LXXVI-й тк         | 10-та армія        | Група армій «C»                        | Пескара         |
| серпень  | LI-й ак            | 10-та армія        | Група армій «C»                        | Пескара         |
| листопад | LXXVI-й тк         | 10-та армія        | Група армій «C»                        | Болонья         |
| 1945     |                    |                    |                                        |                 |
| січень   | z. Vfg.            | z. Vfg.            | Група армій «C»                        | Болонья         |
| лютий    | XIV-й тк           | 10-та армія        | Група армій «C»                        | Болонья         |
| березень | XIV-й тк           | 14-та армія        | Група армій «C»                        | Болонья         |
| квітень  | I-й пдк            | 10-та армія        | Група армій «C»                        | По, Гарда       |

### Склад
| 1942                                   | 1944                                  |
| -------------------------------------- | ------------------------------------- |
| 576-й піхотний полк                    | 576-й гренадерський полк              |
| 577-й піхотний полк                    | 577-й гренадерський полк              |
| 578-й піхотний полк                    | 578-й гренадерський полк              |
| 305-й артилерійський полк              |                                       |
| 305-й інженерний батальйон             |                                       |
| —                                      | 305-й дивізійний фузілерний батальйон |
| 305-й дивізійний батальйон зв'язку     |                                       |
| 305-те дивізійне управління постачання |                                       |
|                                        | 305-й запасний батальйон              |